# James Arness
James King Arness, all'anagrafe James Aurness (Minneapolis, 26 maggio 1923 – Los Angeles, 3 giugno 2011), è stato un attore statunitense.
Attore televisivo di decennale esperienza, ha legato la sua carriera (iniziata sul grande schermo) all'interpretazione di due celebri personaggi western: per vent'anni ha infatti personificato Matt Dillon, lo sceriffo di Dodge City nella serie televisiva prime time più longeva di sempre, Gunsmoke (1955-1975). In seguito alla chiusura di Gunsmoke, è passato a interpretare lo zio Zeb Macahan in un'altra serie di successo, Alla conquista del West (1976-1979).

## Biografia
Nato da genitori di origine norvegesi (il suo cognome in realtà era Aurness), un venditore di medicinali e una giornalista, James King Arness dopo il liceo entrò nell'esercito nel 1943. Inviato sul fronte africano, dopo un breve periodo a Casablanca, prese parte con la 3ª divisione di fanteria allo sbarco di Anzio. Dieci giorni dopo l'invasione, venne gravemente ferito ai piedi e alle gambe da una mitragliera tedesca e fu così congedato dall'esercito, portandosi dietro per il resto della vita le gravi conseguenze delle ferite riportate. Durante la convalescenza, il fratello Peter gli suggerì di prendere parte a un corso di radiofonia presso l'Università del Minnesota, tirocinio che gli consentì poco tempo dopo di diventare annunciatore per una stazione radio di Minneapolis.
In seguito, dopo il suggerimento di un amico, si recò a Hollywood nella speranza di trovare lavoro come comparsa e nel frattempo studiò alla Bliss-Hayden Theatre School, sotto la direzione dell'attore Harry Hayden. Notato da un agente, ottenne il suo primo, piccolo ruolo nel film La moglie celebre (1947), una commedia con protagonisti Loretta Young e Joseph Cotten. Fu in quella occasione che, in seguito a un consiglio, l'attore modificò il proprio cognome, togliendo la "u" e facendosi conoscere ufficialmente come James Arness, per proseguire una carriera nel mondo dello spettacolo che lo vide comparire in numerose pellicole di successo, come La cosa da un altro mondo (1951), dove ebbe la parte dell'alieno grazie alla sua notevole altezza che superava i 2 metri, e Assalto alla Terra (1954), due classici della fantascienza del periodo e il dramma aviatorio L'isola nel cielo (1953), accanto a John Wayne.
Nel 1955 lo stesso Wayne lo segnalò per il ruolo da protagonista nella serie televisiva Gunsmoke. Arness inizialmente declinò la proposta, poiché convinto che la partecipazione a una serie tv avrebbe rallentato la sua carriera cinematografica, ma dopo poco tempo accettò. L'interpretazione dello sceriffo Dillon lo rese famoso in tutti gli Stati Uniti, trasformandolo in un'icona del western. Nel 1975, dopo la fine del serial, prese parte a un altro progetto western che gli regalò un'ancora maggiore notorietà, la serie Alla conquista del West.
Continuò a recitare fino al 1994, anno del suo ritiro dalle scene.

### Vita privata
Fratello maggiore dell'attore Peter Graves, famoso per il telefilm Missione Impossibile, James Arness si sposò due volte, dapprima con l'attrice Virginia Chapman, da cui divorziò nel 1960, e successivamente con Janet Surtees.
Per il suo servizio durante la seconda guerra mondiale risulta pluridecorato; arruolato nella terza divisione di fanteria dell'esercito americano, fu commilitone dell'attore più decorato d'America, Audie Murphy.
Sua figlia, Jenny Lee Arness, che apparve in due episodi di Gunsmoke, morì suicida nel 1975.

## Filmografia

### Cinema
- La moglie celebre (The Farmer's Daughter), regia di Henry C. Potter (1947)
- Roses Are Red, regia di James Tinling (1947)
- Man from Texas, regia di Leigh Jason (1948)
- Bastogne (Battleground), regia di William A. Wellman (1949)
- La carovana dei mormoni (Wagon Master), regia di John Ford (1950)
- Stars in My Crown, regia di Jacques Tourneur (1950)
- Sierra, regia di Alfred E. Green (1950)
- L'assalto al treno postale (Wyoming Mail), regia di Reginald Le Borg (1950)
- Two Lost Worlds, regia di Norman Dawn (1951)
- I filibustieri delle Antille (Double Crossbones), regia di Charles Barton (1951)
- Il mio bacio ti perderà (Belle Le Grand), regia di Allan Dwan (1951)
- La cosa da un altro mondo (The Thing from Another World), regia di Christian Nyby (1951)
- I lancieri alla riscossa (Cavalry Scout), regia di Lesley Selander (1951)
- L'uomo di ferro (The Iron Man), regia di Joseph Pevney (1951)
- Omertà (People Against O'Hara), regia di John Sturges (1951)
- Carabina Williams (Carbine Williams), regia di Richard Thorpe (1952)
- La dama bianca (The Girl in White), regia di John Sturges (1952)
- Marijuana (Big Jim McLain), regia di Edward Ludwig (1952)
- Hellgate - Il grande inferno (Hellgate), regia di Charles Marquis Warren (1952)
- Dan il terribile (Horizons West), regia di Budd Boetticher (1952)
- Il complice segreto (The Lone Hand), regia di George Sherman (1953)
- L'isola nel cielo (Island in the Sky), regia di William A. Wellman (1953)
- I veli di Bagdad (Veils of Bagdad), regia di George Sherman (1953)
- Hondo, regia di John Farrow (1953)
- Assalto alla Terra (Them!), regia di Gordon Douglas (1954)
- Tra due amori (Her Twelve Men), regia di Robert Z. Leonard (1954)
- Un napoletano nel Far West (Many Rivers to Cross), regia di Roy Rowland (1955)
- Gli amanti dei 5 mari (The Sea Chase), regia di John Farrow (1955)
- L'avventuriera di Bahamas (Flame of the Islands), regia di Edward Ludwig (1956)
- Vita di una commessa viaggiatrice (The First Traveling Saleslady), regia di Arthur Lubin (1956)
- Il vendicatore dell'Arizona (Gun the Man Down), regia di Andrew V. McLaglen (1956)
- Arriva Jesse James (Alias Jesse James), regia di Norman Z. McLeod (1959)

### Televisione
- Gunsmoke - serie TV, 635 episodi (1955-1975)
- Alla conquista del West (How the West Was Won) - serie TV, 26 episodi (1976-1979)
- La legge di McClain (McClain's Law) - serie TV, 15 episodi (1981-1982)

## Doppiatori italiani
- Stefano Sibaldi in Marijuana, Assalto alla Terra
- Renato Turi in Un napoletano nel Far West, Gli amanti dei 5 mari
- Emilio Cigoli in L'assalto al treno postale
- Riccardo Mantoni in Hondo
- Giuseppe Rinaldi in Alla conquista del West
- Vittorio Di Prima in La legge di McClain